# Pierre Péladeau
Pour les articles homonymes, voir Péladeau.
Pierre Péladeau (11 avril 1925 - 24 décembre 1997) est un éditeur et homme d'affaires québécois. Il a fondé le groupe Québecor.

## Biographie

### Jeunesse
Né à Outremont d'un père entrepreneur en matériaux de construction, Henri Péladeau, qui a fait faillite au cours de la Grande Dépression, Pierre Péladeau fait des études en philosophie à l'Université de Montréal et en droit à l'Université McGill, avant d'entreprendre une carrière d'homme d'affaires qui durera près d'un demi-siècle.
Il a débuté comme camelot et continué sa carrière comme éditeur en 1950, en faisant l'acquisition d'un hebdomadaire diffusé dans le quartier montréalais de Rosemont, avec 1 500 $ empruntés de sa mère. Très tôt, il s'intéresse à l'intégration verticale de ses différentes entreprises. Il démarre successivement plusieurs journaux — hebdomadaires de quartier et journaux à potins — qui sont composés et imprimés dans une imprimerie dont il s'est porté acquéreur. Ensuite, il met sur pied un service de messagerie de presse, les Messageries dynamiques, pour diffuser ses publications. Il fonde Québecor en 1965, afin de regrouper l'ensemble de ses entreprises dans le domaine de l'édition.
Pierre Péladeau est le cousin d’André Chagnon.

### L'aventure Québecor
Profitant d'un conflit de travail qui paralyse le journal La Presse, Péladeau lance un nouveau quotidien, Le Journal de Montréal, le 15 juin 1964. De format tabloïd, le nouveau journal développe une formule inspirée de la presse populaire britannique, qui repose sur quatre éléments, les quatre S : sexe, sang, sport et spectacles. Au fil des ans, il recrute des journalistes vedettes : certains sont au chômage en raison des vicissitudes de la vie politique, comme René Lévesque, d'autres seront  arrachés à la concurrence ; ce fut le cas de Jacques Beauchamp et d'André Rufiange. Le Journal, comme on le surnomme, devient progressivement le quotidien francophone le plus vendu en Amérique avec un tirage quotidien de 300 000 exemplaires.
Le 6 mars 1967, Péladeau fonde un autre quotidien du matin, Le Journal de Québec, qui propose la même formule que son homologue montréalais. D'abord imprimé à Montréal, Le Journal de Québec est imprimé sur place dès 1972. Comme Le Journal de Montréal, il devient le quotidien le plus vendu dans la capitale, avec un peu plus de 100 000 exemplaires.
Au cours des trois décennies suivantes, Péladeau, qui dirige son groupe d'une main de fer, multipliera les acquisitions, dans le domaine de la presse et de l'imprimerie, et lancera des dizaines de nouvelles publications. 
En 1977, il tente sa chance en ouvrant un premier quotidien aux États-Unis, le Philadelphia Journal.
Le 15 mars 1988, il s'associe à Robert Maxwell afin de lancer un tabloïd de langue anglaise à Montréal pour concurrencer The Gazette. Le Montreal Daily News ferme ses portes après 21 mois d'opération en raison de son faible tirage, qui n'a atteint que 12 000 exemplaires.

## Vie privée

### Opinions politiques
Bien que les quotidiens québécois qu'il a fondés n'aient jamais publié d'éditoriaux, Pierre Péladeau était personnellement en faveur de la souveraineté du Québec,.  Il est par ailleurs venu en aide à quelques felquistes, tels que Denis Lamoureux et Pierre Schneider.
Son patois commun était « clisse ».

### Famille
Pierre Péladeau a connu deux mariages. Sept enfants découlent de ce personnage : Érik Péladeau (placé par son père à la tête de Quebecor Communications en 1991), Pierre Karl Péladeau, Isabelle Péladeau (12 septembre 1958 - 23 novembre 2013), Anne-Marie Péladeau, Simon-Pierre Péladeau, Esther Péladeau et Jean B. Péladeau.  

### Mécénat
Fervent admirateur de la prose de Balzac, de la philosophie de Platon et surtout de Nietzsche ainsi que de la musique de Beethoven, Pierre Péladeau contribue au redressement de l'Orchestre métropolitain du Grand Montréal, dont il est successivement le bienfaiteur, à raison de 500 000 $CAN par année, puis le président, en 1987. En 1991, il donne 1 million $CAN à l'Université du Québec à Montréal en vue de la construction d'une salle de spectacle, le Centre Pierre-Péladeau. En 1996, il remet une somme de 1 million $CAN au fonds d'aide pour les sinistrés du déluge du Saguenay. 
Aux prises avec un problème d'alcoolisme et membre avoué des Alcooliques anonymes, Pierre Péladeau finance pendant plus de 20 ans un centre de traitement de cette maladie à Ivry-sur-le-Lac, dans les Laurentides. Après son décès, le centre de traitement est renommé Pavillon Pierre-Péladeau.
Il préside également plusieurs campagnes de financement pour des organismes charitables, dont l'Hôtel-Dieu de Montréal, où il meurt à l'âge de 72 ans.

## Honneurs
- 1984 - Prix Chomedey-de-Maisonneuve de la Société Saint-Jean-Baptiste de Montréal
- 1985 - Doctorat honorifique de l'Université du Québec
- 1987 - Membre de l'Ordre du Canada
- 1988 - Membre de l'Ordre du Mérite
- 1989 - Officier de l'Ordre national du Québec
- 1997 - Doctorat en sciences de l'administration honoris causa de l'Université Laval
- 1998 - Chevalier de la Légion d'honneur (à titre posthume)
- Médaille de la Fondation Édouard-Montpetit de l'Université de Montréal
- Membre élu du Panthéon des hommes d'affaires canadiens (Canadian Business Hall of Fame)[6]
- Amphithéâtre Pierre-Péladeau, 2021.